# Sint-Machariuskerk (Gent)

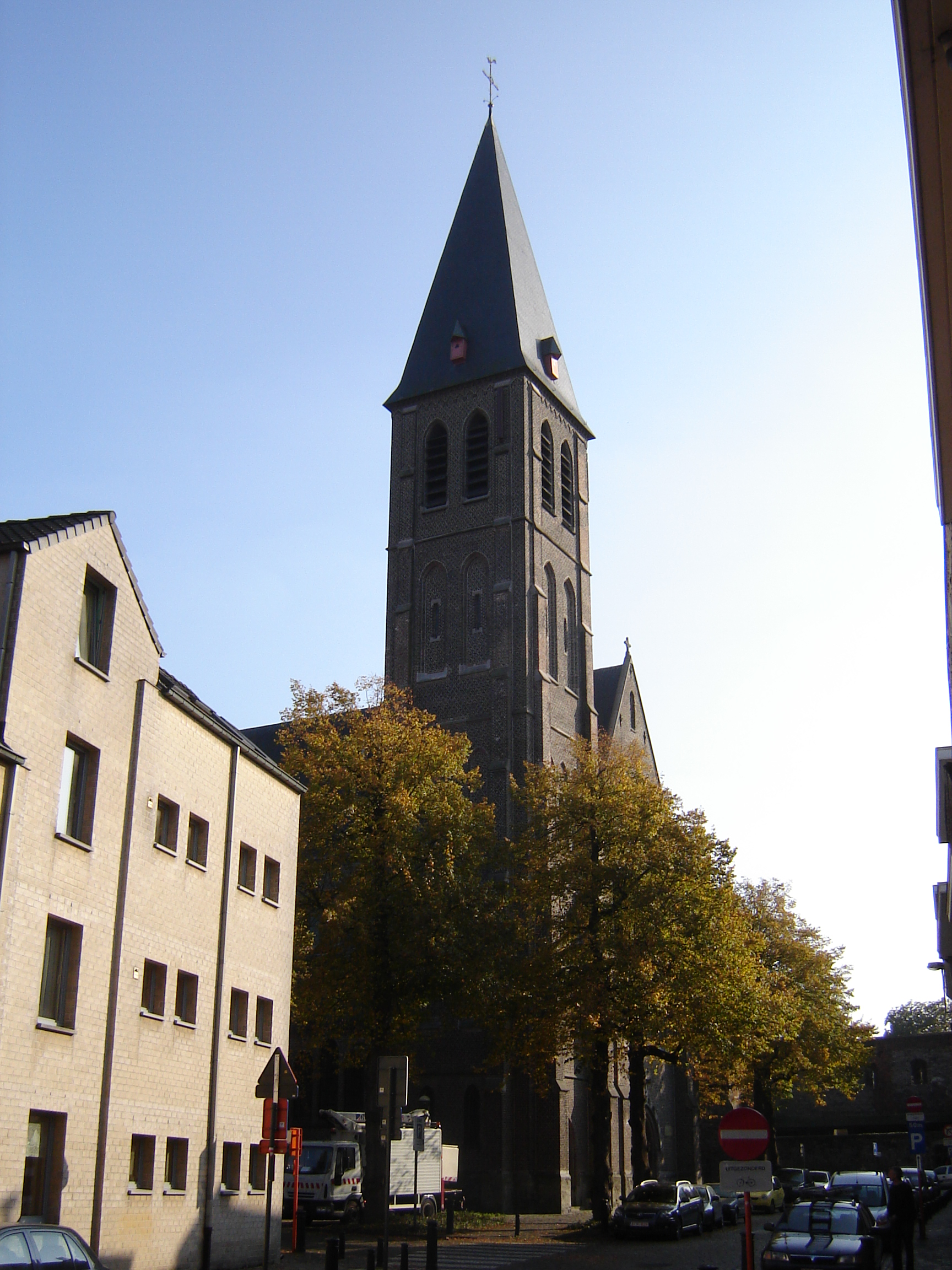
De Sint-Machariuskerk

De Sint-Machariuskerk is een kerkgebouw in de Belgische stad Gent. De kerk staat vlak bij de Sint-Baafsabdij en is toegewijd aan Macharius.

## Voorgeschiedenis
Macharius stierf in 1012 in de Sint-Baafsabdij. In de Gentse Sint-Baafskathedraal bevindt zich het reliekschrijn van deze mysterieuze heilige.
Als gevolg van de Carolijnse Concessie van 29 april 1540 werd het Spanjaardenkasteel gebouwd op het terrein van de Sint-Baafsabdij. De oprichting van een nieuwe parochie werd overwogen nadat het kasteel in de 18e en 19e eeuw was afgebroken. De bewoners rond het Spanjaardenkasteel werden voorlopig parochianen van de parochie van Sint-Jacobs. De refter van de vroeger Sint-Baafsabdij kreeg vanaf 1835 de functie van hulpkapel van de Sint-Jacobsparochie voor de nieuwe wijk nabij de Dampoort. Ze werd op 30 december 1872 erkend als parochiekerk onder de bescherming van Sint-Macharius.

## De bouw van de kerk
In 1876 was het bewonersaantal in de wijk uitgegroeid tot 8000. Gustave De Battice, hulpbisschop van Gent, legde op 13 juni 1880 de eerste steen van een nieuwe kerk. De parochie maakte deel uit van het bisdom Gent met bisschop Hendrik Frans Bracq als herder. De architect van de nieuwe kerk was Eugène Nève.
De Sint-Machariuskerk is een neogotische kruisbasiliek gemaakt van rode baksteen en hardsteen. De kerktoren aan de westzijde was eerst in 1893 afgewerkt en gerestaureerd onder leiding van Adrien Bressers in 1956. De preekstoel werd overgebracht van de abdijkapel.
Na restauratiewerken werd de kerk op 14 februari 2015 opnieuw geopend. In de kerk vinden concerten en voordrachten plaats.